# Wischgrund

Wischgrund westlich von Kostebrau (1904)

Wischgrund war ein Ortsteil von Kostebrau, der 1983 durch den Tagebau Klettwitz abgebaggert wurde.

## Geschichte
Wischgrund lag in der Niederlausitz, landeskundlich fand es kaum Beachtung. Genau wie Kostebrau gehörte es zum Amt Senftenberg, das ab 1448 zum Kurfürstentum Sachsen gehörte. Die Orte waren nach Klettwitz gepfarrt. Nach dem Übergang des Amtes an das Königreich Preußen im Ergebnis des Wiener Kongress 1815 und der einsetzenden Industrialisierung nach dem Auffinden der Braunkohle ab 1860 wandelten sich beide Orte von Bauerndörfern zu Bergarbeitergemeinden. Damit verbunden war ein Bevölkerungsanstieg. Im Jahr 1880 beschrieb Arnošt Muka die ethnische Situation in der Parochie Klettwitz so, dass das gesamte Kirchspiel mit all seinen Dörfer außer Schipkau im 19. Jahrhundert verdeutscht wurde und nur noch die alten Leute sorbisch verstanden. Im Jahr 1953 gelangte Kostebrau mit Wischgrund vom Landkreis Calau an den neugegründeten Kreis Senftenberg. Der Ortsabbruch erfolgte 1983 durch den Tagebau Klettwitz. 185 Einwohner wurden umgesiedelt.

## Blätterton von Wischgrund
In einer ehemaligen Ziegeleigrube fand man in einer Altwasser-Tonlinse sehr gut erhaltene tertiäre fossile Pflanzen (hauptsächlich Sequoia). Diese Fossilien sind als „Wischgrund-Sammlung“ im Cottbuser Naturkundemuseum ausgestellt. Die sogenannte Wischgrund-Flora wurde in den Außenanlagen des Museums der Natur und Umwelt in einer Spreeaue nachgestellt und 1995 bei der Bundesgartenschau 1995 in Cottbus erweitert.